# Cabo Frio
Cabo Frio là một đô thị thuộc bang Rio de Janeiro, Brasil. Đô thị này có diện tích 400,693 km², dân số năm 2007 là 165591 người, mật độ 413,3 người/km².